# Kartonska kutija
Kartonska kutija (od engl. carton) kutija je ili posuda napravljena od karton tabli ili valovitih vlaknastih ploča.
Mnogo vrsta kartona koristi se u pakovanju. Za karton se takođe može reći da je kutija. Na srpskom, za razliku od engleskog, karton primarno označava table a ne kutije.